# Лакшми планум
Лакшми планум (лат. Lakshmi Planum) је висораван вулканског порекла (планум) на површини планете Венере. Налази се у западном делу континента Иштар тера, на координатама 68,6° северно и 20,7° западно (сходно планетоцентричном координатном систему +Е 0-360).
Са пречником од 2.345 км највећа је то висораван на површини ове планете. Налази се на релативној висини од око 3.500 метара. Иако је највећи део висоравни доста раван и на радарским снимцима приказан тамним сенкама, бројни су вулкански и ударни кретери и вулкански токови. 
Име је добила према хинди богињи љубави и оличењу лепоте Лакшми.